# Семиковка (деревня)
Семи́ковка (бел. Сямікаўка) — деревня в составе Запольского сельсовета Белыничского района Могилёвской области Республики Беларусь. Население — 15 человек (2009).

## География

### Расположение
В 26 км на юго-запад от Белынич, в 28 км от железнодорожной станции Друть (на линии Могилёв — Осиповичи), в 67 км от Могилёва.

### Гидрография
Деревня находится на реке Малыш — притоке Друти.

## Транспортная система
Транспортная связь по просёлочной дороге, затем по автодороге Могилёв — Минск. Планировка линейная. Застройка двухсторонняя, деревянными домами усадебного типа.

## История
В 1897 году — застенок, 11 дворов, 93 жителя, в Довжанской волости Игуменского уезда Минской губернии. С февраля до октября 1918 года оккупирована германской армией.
В 1930 году организован колхоз «Восток». 2 июля 1941 года оккупирована немецко-фашистскими захватчиками. Во время Великой Отечественной войны на фронтах погибли 3 местных жителя. Гитлеровцы спалили 4 двора, убили 5 жителей. Освобождена 29 июня 1944 года.
В 1986 году — в составе совхоза «Падевичи» с центром в деревне Заполье. Действовал магазин.

## Население

### Численность
- 2009 год — 15 жителей.

### Динамика
- 1897 год — 11 дворов, 93 жителя.
- 1909 год — 19 дворов, 158 жителей.
- 1926 год — 38 дворов, 192 жителя.
- 1959 год — 114 жителей.
- 1970 год — 129 жителей.
- 1986 год — 61 житель.
- 2002 год — 20 дворов, 33 жителя[2].
- 2007 год — 16 дворов, 25 жителей.
- 2009 год — 15 жителей.